# Нуут Юрій Юрійович
Юрій Юрійович Нуут (10 липня 1892, місто Санкт-Петербург, тепер Російська Федерація — 31 травня 1952, місто Таллінн, тепер Естонія) — радянський та естонський вчений-математик, народний комісар освіти Естонської РСР. Депутат Верховної Ради СРСР 1—2-го скликань (у 1941—1950 роках). Доктор фізико-математичних наук (1936), професор. Дійсний член Академії наук Естонської РСР (1946).

## Життєпис
Народився в родині робітника-ливарника. У 1909 році закінчив німецькомовну парафіяльну школу святої Анни в Санкт-Петербурзі. З 1909 року навчався в Санкт-Петербурзькому університеті.
Весною 1914 року закінчив фізико-математичний факультет Санкт-Петербурзького університету. До 1915 року працював на металургійному заводі в Петрограді.
З 1915 по 1918 рік служив у російській імператорській армії. З 1915 по 1916 рік — солдат піхотного полку, розквартированого біля міста Петрограда. У 1916 році закінчив артилерійську військову школу, був артилеристом на Румунському фронті, учасник Першої світової війни. У 1917 році обирався членом солдатського комітету.
У 1918 році в Петрограді добровільно вступив до Червоної армії. Брав участь в обороні Царицина, був молодшим виробником із укріплення фортифікаційних робіт інженерних військ. У 1918—1920 роках продовжив служити в інженерних військах Червоної армії, воював на Південному та Східному фронтах. У 1921 році переїхав до Естонії.
У 1921—1923 роках працював вчителем математики Нарвської реальної гімназії. У 1923—1928 роках — вчитель математики Естонської молодіжної приватної середньої школи для дівчат у місті Тарту. У 1926 році захистив дисертацію при Тартуському університеті на ступінь доктора природничих наук.
З 1926 по 1928 рік був асистентом викладача в Тартуському університеті, з 1928 по 1936 рік працював доцентом кафедри математики Тартуського університету.
З 1936 по 1937 рік — екстраординарний професор математики і механіки, з 1937 по 1941 рік — ординарний професор математики і механіки Талліннського технічного університету. Одночасно, з 1936 по 1939 рік був завідувачем математико-механічної лабораторії. Один із засновників естонської математичної школи, розробник основ геометрії, займався проблемою чотирьох кольорів, питаннями гіперболічної геометрії та космогонії.
24 жовтня 1939 року обраний депутатом Державних зборів Естонії. З 1939 по 1940 рік був заступником голови естонського Товариства культурного зближення із СРСР.
У жовтні 1939 — серпні 1941 року — ректор (з 1940 року — директор) Таллінського технічного університету. Член ЦК профспілки працівників освіти і мистецтва Естонської РСР.
Під час німецько-радянської війни в 1941 році був евакуйований до Челябінська. З 1941 по 1943 рік працював професором математики Челябінського інституту механізації сільського господарства. З осені 1943 по 1944 рік — завідувач кафедри математики Московського інституту електрифікації і механізації сільського господарства. Член ВКП(б).
У 1944—1946 роках — народний комісар освіти Естонської РСР.
У 1946—1950 роках — вчений секретар Академії наук Естонської РСР. У 1950 році звинувачений в естонському буржуазному націоналізмі та усунутий від керівної роботи в академії.
У 1950—1952 роках —старший науковий співробітник Інституту математики, фізики і механіки Академії наук Естонської РСР. Писав монографію про гіперболічну геометрію та її застосування в фізиці. Член Естонського товариства натуралістів з 1950 по 1952 рік.
Помер 31 травня 1952 року після нетривалої важкої хвороби в Таллінні, похований на Лісовому цвинтарі.

## Основні праці
- «Millest kõneleb Einsteini relatiivsuseõpetus: Einsteini õpetuse juhtmõtted populaarses käsitluses». Eesti Kirjanduse Selts, Тарту, 1930.
- «Staatika alged» (kõrgkooliõpik). Akadeemilise Kooperatiivi kirjastus, Тарту, 1937тр.
- «Kinemaatika ja dünaamika põhijooni» (kõrgkooliõpik). Teaduslik Kirjandus, Тарту, 1940.
- «Meie tänapäeva teadmised mateeria loomusest» (populaarteaduslik brošüür). Poliitiline Kirjandus, Таллінн, 1948.
- Нут Ю. «Геометрия Лобачевского в аналитическом изложении». Москва, Издательство Академии наук СССР, 1961.

## Нагороди та відзнаки
- Заслужений діяч науки Естонської РСР (1945)